# Ніколае Редеску
Ніколае Редеску (рум. Nicolae Rădescu, *30 березня 1874, Келіменешть — †16 травня 1953, Нью-Йорк) — румунський військовий і політик, останній прем'єр-міністр Румунії докомуністичного періоду. До Другої світової війни очолював крайню праву партію «Хрестовий похід Румунізму» (Cruciada Românismului) — угруповання, що відкололося від «Залізної гвардії».

## Біографія
У 1942, при диктатурі Антонеску, опублікував критичну статтю проти втручання німецького посла барона М. фон Кіллінгера у внутрішні справи Румунії. Арештований і посаджений в концтабір Тиргу-Жіу. Звільнений 23 серпня 1944 негайно після зміщення Антонеску і призначений начальником Генштабу румунської армії.
Призначений прем'єр-міністром 7 грудня. Намагався проводити антикомуністичну політику за зразком Греції. В кінці лютого 1945 комуністи організували масові маніфестації з вимогою його відставки. Невідомі провокатори відкрили по натовпу вогонь, близько 10 осіб було вбито. Під тиском СРСР і румунської компартії він був змушений піти у відставку 1 березня 1945, представник Сталіна Вишинський нібито заявив, що СРСР не передасть Румунії Північну Трансильванію, якщо Редеску збереже свою посаду. Змінив його на посаді прем'єра Петру Гроза, який не без підтримки СРСР дійсно швидко розв'язав трансільванську проблему на користь Румунії.
У 1946 Редеску попросив політичного притулку в британському посольстві, поїхав у США, де сформував антикомуністичну групу румунських емігрантів.
23 листопада 2000 останки Редеску урочисто перепоховані в Бухаресті на цвинтарі Беллу.